# Симфонія № 93 (Гайдн)
Симфонія № 93, ре мажор Йозефа Гайдна, написана 1791 року, вперше прозвучала у Лондоні у лютому 1792 року.
Структура:
1. Adagio — Allegro assai, 3/4
2. Largo cantabile
3. Menuetto. Allegro, 3/4
4. Finale: Presto ma non troppo, 2/4

## Ноти і література
- Symphony No. 93: Ноти на сайті International Music Score Library Project.
- Robbins Landon, H. C. (1976) Haydn: Chronicle and Works, Volume II. Bloomington: Indiana University Press.